# 죽도록 보고싶어
"죽도록 보고싶어"는 1965년 공개된 대한민국의 영화이다.

## 배역
- 신성일
- 김지미
- 남궁원